# ¡No me toques las palmas que me conozco!
¡No me toques las palmas que me conozco! è il 1º album studio di María Isabel, pubblicato il 2 novembre 2004 e contenente 10 brani inediti in lingua spagnola più 2 bonus track. Lo stesso titolo viene dato anche al suo secondo singolo sempre del 2004

## Il Disco
Il disco viene pubblicato subito 1 anno dopo la sua vittoria al Junior Eurovision Song Contest, sarà un album che avrà un grande successo vendendo più di 500 000 copie.

## Tracce
1. Antes muerta que sencilla – 2:35
2. La vida es bella – 3:06
3. Un muchacho – 3:25
4. No me toques las palmas que me conozco – 2:42
5. Mi limusin – 2:44
6. La noche y tu voz – 2:59
7. Escalofrio – 3:39
8. La Pepa – 3:14
9. ¿Onde vas Marisabel? – 2:56
10. Mira niño – 2:56
11. Antes muerta que sencilla (Extended Version) – 4:25
12. Antes muerta que sencilla (XTM Remix) – 3:10